# John Mary Abbey
Pour les articles homonymes, voir John Abbey (homonymie) et Abbey.
John Mary Abbey est un facteur d'orgues né à Versailles le 23 février 1886 et mort à Paris le 28 octobre 1931.

## Biographie
Fils de John Albert Abbey et petit-fils de John Abbey, il a construit, entre autres, les orgues du sanctuaire de Sainte-Thérèse à Auteuil et ceux du chœur de la cathédrale de Noyon.
En 1923, la maison Abbey modernise l'orgue de l'église Notre-Dame-de-Grâce de Passy.